# How jazz was born
How Jazz was born, der også ses under den danske titel Jazzens tilblivelse, er en dansk revysketch udformet som en monolog.
Teksten er af Tao Michaëlis og dens klassiske opførelse er med Dirch Passer.
Sketchen indgik om en del af ABC-revyen 1957 der havde titlen På slap line og som var iscenesat af Stig Lommer. Denne revy havde premiere den 16. december 1956.
I samme revy indgik også sketchen Tømmerflåden.
How Jazz was born er en parodi over Børge Roger Henrichsen og hans "langsomme og tørre diktion" i radioprogrammet Jazzklubben.
I en anmeldelse af På slap line skrev Dagens Nyheder: "Passers morsomste solonummer skyldes Tao Michaëlis, en dræbende vittig parodi på radioens jazzforedrag."
Passer opførte monologen flere gange ud over rækken i På slap line, der spillede 249 gange.
I 1957 opførte han den til Danmarks Radio støtteshow Ungarnshjælp,
et par år senere i 1960 til Stig Lommers 25-års jubilæumsrevy Mit søde liv,
og endnu senere ved Passers 25-års jubilæum i Cirkusrevyen.
Passers version er indspillet og udgivet på grammofonplade.